# Club Deportivo Fuensalida
El Club Deportivo Fuensalida es un equipo de fútbol español del municipio de Fuensalida (Toledo). Fue fundado en 1946 y dado de alta en la Federación en 1973. Actualmente juega en el Grupo III de la Primera Autonómica de Castilla-La Mancha, disputando sus partidos como local en el Municipal Alejandro González, con capacidad para 1.200 espectadores y de césped artificial.

## Historia
Cuentan algunos de los más ancianos de la villa, que ya en los años treinta se jugaba al fútbol, sobre todo por parte de los jóvenes estudiantes fuensalidanos que asistían a la Universidad de Madrid a los que se unían otro buen número de mozos residentes en la localidad. Se jugaba en las eras y descampados de mayor planitud, pero de todas ellas, parece ser que la de Don Félix fue la elegida para los encuentros más importantes.
Por entonces no había competiciones a nivel provincial, pero sí partidos amistosos entre poblaciones del mismo entorno geográfico: Torrijos, Portillo, Novés, Camarena, Yuncos y algún equipo de Toledo capital, fueron los que en más ocasiones se enfrentaban al equipo representativo de Fuensalida. Para que todos quedaran contentos, había costumbre de devolver la visita a la otra población. Con motivo de las Fiestas de San Juan, Patrón de Fuensalida, se organizaban partidos de especial relevancia contra los equipos de mayor fama. De esta manera, se llegó a julio de 1936 con el inicio de la Guerra Civil y paralizando el deporte temporalmente.
Acabada la contienda, algunos de los jugadores locales más jóvenes y otros que con fortuna volvieron del frente, comenzaron a reintegrarse al fútbol que, en un principio fue organizado por el Frente de Juventudes local, participando en torneos contra los equipos de poblaciones limítrofes. Con posterioridad, la Obra Sindical organizó los Campeonatos Provinciales de Educación y Descanso Grupo de Empresas. Según la reglamentación por la que había que regirse dicho torneo, sus participantes deberían pertenecer al mundo laboral y estar encuadrados en una empresa. En función del grupo que le tocase, al equipo de Fuensalida podían corresponderle distintos adversarios. Así, en los campeonatos de 1949, le tocó dentro del grupo IV de la provincia de Toledo jugar junto a Illescas, Pantoja, Yuncler, Camarena y Yepes. Al año siguiente, el Fuensalida volvía a participar en dicha competición.
Paralelo en el tiempo, en 1946 un grupo de aficionados funda el Club Deportivo Fuensalida, que además de servir de estímulo a los jóvenes, muchos domingos era el momento máximo de unión de sus gentes, puesto que con ello se presentaba la primera oportunidad para yuxtaponer unos sentimientos que se habían roto pocos años antes.
El C.D. Fuensalida se federó oficialmente en 1973 en 3ª Regional, que era la categoría más baja y, como resulta obvio, se integraba en el grupo de las poblaciones más próximas a Fuensalida. Los partidos se disputaban en el campo de fútbol del “Barrio Nuevo”, que en un gesto que honra a los muchos que intervinieron fue vallado por los mismos desinteresadamente. El problema fue que los terrenos eran privados y lógicamente terminaron siendo viviendas.
Sin embargo y, como quiera que el Ayuntamiento había adquirido una gran superficie en lo que hoy se conoce como “El Parque”, pronto surgió la necesidad de dotar a la población de una zona deportiva, concretamente de un campo de fútbol. De principio se colocaron las porterías y se edificaron unos pequeños vestuarios y, aunque aún no tenía paredes el campo, ya disputaban sus encuentros, tanto el equipo juvenil como el de 3ª Regional. Poco fue el tiempo en que dicho campo permaneció en su primitiva ubicación, ya que rápidamente se pasó a la construcción de otro junto al anterior, pero con más prestaciones.
Una vez que el equipo ganaba en entidad y jugaba bajo el auspicio de la Federación Castellana de Fútbol, el club fuensalidano aumentaba en socios y, sobre todo se veía recompensado por una afición cada vez más numerosa y enraizada con su equipo. Con todo ello, sus buenas clasificaciones le iban llevando a ascender de categoría, casi de continuo, pudiéndose calificar de meteórico su comportamiento. De 3ª Regional no tardó mucho tiempo en alcanzar la 2ª Regional, donde curiosamente se alineaba con el equipo fuensalidano un jugador nacido en Toledo llamado Javier Lozano. También lo hizo en los dos equipos representativos de la ciudad Imperial: el C.D. Toledo y la U.D. Santa Bárbara. 
Tampoco tardó en ascender a 1ª Regional, categoría en la que militó en los años finales de la década de los setenta y principios de los ochenta, hasta que en la temporada 1982/1983 asciende a Primera Preferente, y cuando esta categoría parecía marcar el límite de las posibilidades del Club, al final de la misma (1983/1984) ocupa los puestos de honor del grupo y consecuentemente asciende por primera vez a 3ª División. Fue una temporada sensacional de los fuensalidanos, que además lograron vencer al C.D. Toledo en el Salto del Caballo, consiguiendo una de las gestas más importantes de su historia.
Hasta ese momento, los primeros ascensos del C.D. Fuensalida se alcanzaban con la sola presencia en el equipo de jugadores locales reforzados con otros de los pueblos más cercanos como Portillo, Novés o Torrijos. Después, conforme la categoría del club iba siendo más elevada, se fichaban jugadores en el ámbito provincial y, finalmente neo profesionales hasta alcanzar la categoría nacional. A veces, la ficha de jugador incluía un puesto de trabajo. Era pues la colaboración de los industriales con el equipo de su población. También fue importante la sensibilización del Ayuntamiento de turno y, por supuesto de los directivos que se entregaban de lleno al club. Todo ello hizo posible que en junio de 1984, Fuensalida sintiera la alegría y el júbilo por sus calles, y que sus vecinos se ilusionaran con el fútbol, viviendo un acontecimiento sin igual.
Antes de iniciarse la temporada 1984/1985, ya en 3ª División se construyó el graderío, se levantaron nuevos vestuarios, se iluminó artificialmente el campo y se preparó una cabina para la radio. Desde las primeras jornadas la afición se volcó con el equipo y disfrutó de ver a clubes de la talla del Manchego, Conquense, Guadalajara, Valdepeñas y otros que conformaban el Grupo VII de 3ª División Nacional. La temporada fue más que aceptable puesto que logró su mayor pretensión que era la de mantenerse. Además, el club fuensalidano llegó a participar en la Copa Sub-23, actual Copa Real Federación Española de Fútbol (Copa RFEF), que se disputó en el Estadio de la Romareda de Zaragoza y que cayó eliminado en Tercera Ronda ante el equipo anfitrión y filial del Real Zaragoza de Primera División, el Deportivo Aragón.
La temporada 1985/1986 no fue tan notable y hubo de bajar a Preferente. Pero digamos que, debido a una nueva reestructuración de 3ª División, fueron siete los equipos que descendieron: Fuensalida, Moscardó, San Fernando, Tomelloso, Azuqueca, Aranjuez y Móstoles. Pero, esto solo fue un paréntesis, puesto que en la campaña 1986/1987 su temporada fue tan magnífica que al final de la misma el retorno a 3ª División se hizo realidad. No en vano el C.D. Fuensalida se proclamó campeón de su grupo de categoría Preferente ascendiendo junto a: Sporting Quintanar, Azuqueca, Sonseca, Illescas, Toledo y Villacañas, estos dos últimos tras jugar la promoción de ascenso. Una de las alineaciones más habituales de aquella mítica temporada fue la formada por: Gómez, Jorge, Javier, Aporta, Martín, Michael, San Miguel, Barato, Antonio, Miguel y Ángel. En esta nueva aventura en 3ª División, el C.D. Fuensalida se mantuvo cuatro temporadas en dicha categoría recorriendo la etapa futbolística más importante de la vida del club. 
Cuando termina la campaña 1990/1991, el C.D. Fuensalida finaliza su segundo y hermoso ciclo en categoría nacional. A Preferente le acompañarán Almagro y Madridejos. Pero la situación era tan precaria en lo económico que el equipo desaparece. Sin embargo, a los pocos años la afición deseosa de ver fútbol va insinuando sus pretensiones y pronto un grupo de valientes aficionados hacen que el deporte rey vuelva a Fuensalida, iniciándose en 2ª Autonómica donde milita algunas temporadas, ahora con el nombre de C.D.E. Fuensalida. 
En la temporada 22/23 y tras cinco años en primera autonómica consigue el ascenso a división preferente gracias a la ampliación de la tercera Rfef.

## Uniforme
- Uniforme titular: Camiseta roja, pantalón azul y medias rojas.
- Uniforme visitante: Camiseta blanca, pantalón blanco y medias blancas.

## Estadio
Su campo de juego es el Municipal Alejandro González, un recinto de césped artificial con gradas, tribuna y con una capacidad para unas 1.200 personas (sentadas) aproximadamente.

## Datos del club
- Temporadas en Primera División: 0
- Temporadas en Segunda División: 0
- Temporadas en Segunda División B: 0
- Temporadas en Tercera División: 6
- Temporadas en Primera Preferente: 8
- Temporadas en Primera Regional: 14
- Temporadas en Segunda Regional: 9
- Temporadas en Tercera Regional: 7
- Mejor puesto en la liga (en Tercera División de España): 6º (temporada 1987-1988).

## Trayectoria
| Temporada | División      | Posición | Copa del Rey                |
| --------- | ------------- | -------- | --------------------------- |
| 1973/74   | 3ª Regional   | 15º      |                             |
| 1974/75   | 3ª Regional   | 12º      |                             |
| 1975/76   | 3ª Regional   | 10º      |                             |
| 1976/77   | 3ª Regional   | 8º       |                             |
| 1977/78   | 3ª Regional   | 6º       |                             |
| 1978/79   | 3ª Regional   | 2º       |                             |
| 1979/80   | 2ª Regional   | 2º       |                             |
| 1980/81   | 1ª Regional   | 4º       |                             |
| 1981/82   | 1ª Regional   | 3º       |                             |
| 1982/83   | 1ª Regional   | 1º       |                             |
| 1983/84   | 1ª Preferente | 1º       |                             |
| 1984/85   | 3ª División   | 14º      | Tercera Ronda (Copa Sub-23) |
| 1985/86   | 3ª División   | 20º      |                             |
| 1986/87   | 1ª Preferente | 1º       |                             |
| 1987/88   | 3ª División   | 6º       |                             |
| 1988/89   | 3ª División   | 10º      |                             |
| 1989/90   | 3ª División   | 10º      |                             |
| 1990/91   | 3ª División   | 20º      |                             |
| 1991/92   | -             | -        |                             |
| 1992/93   | -             | -        |                             |
| 1993/94   | 3ª Regional   | 7º       |                             |
| 1994/95   | 2ª Autonómica | 8º       |                             |
| 1995/96   | 2ª Autonómica | 12º      |                             |

| Temporada | División      | Posición | Copa del Rey |
| --------- | ------------- | -------- | ------------ |
| 1996/97   | 2ª Autonómica | 5º       |              |
| 1997/98   | 2ª Autonómica | 8º       |              |
| 1998/99   | 2ª Autonómica | 7º       |              |
| 1999/00   | 2ª Autonómica | 8º       |              |
| 2000/01   | 2ª Autonómica | 3º       |              |
| 2001/02   | 2ª Autonómica | 1º       |              |
| 2002/03   | 1ª Autonómica | 16º      |              |
| 2003/04   | 1ª Autonómica | 10º      |              |
| 2004/05   | 1ª Autonómica | 11º      |              |
| 2005/06   | 1ª Preferente | 14º      |              |
| 2006/07   | 1ª Preferente | 14º      |              |
| 2007/08   | 1ª Preferente | 11º      |              |
| 2008/09   | 1ª Preferente | 17º      |              |
| 2009/10   | 1ª Autonómica | 4º       |              |
| 2010/11   | 1ª Autonómica | 2º       |              |
| 2011/12   | 1ª Preferente | 18º      |              |
| 2012/13   | 1ª Autonómica | 13º      |              |
| 2013/14   | 1ª Autonómica | 7º       |              |
| 2014/15   | 1ª Autonómica | 4º       |              |
| 2015/16   | 1ª Autonómica | 2º       |              |
| 2016/17   | 1ª Preferente | 18º      |              |
| 2017/18   | 1ª Autonómica | 10º      |              |
| 2018/19   | 1ª Autonómica | 6º       |              |

- 6 temporadas en Tercera División.

## Plantilla
- 1º EQUIPO
- AKDI , MOUAD
- ALVAREZ DIAZ, HECTOR
- ARROYO GOMEZ, RODRIGO
- CENAMOR CONTRERAS, ALEJANDRO
- CUBERO HERNANDEZ, EDUARDO
- DEHMANI , MHAMED
- DIAZ GUERRA MORAN, MARCO ANTONIO
- DIAZ GUERRA RODRIGUEZ, RODRIGO
- GONZALEZ GARCIA ARCICOLLAR, MARIO
- GONZALEZ MUÑOZ, MARIO
- HINOSTROZA SAMAME, JAIME CESAR
- LORENZO CARRASCO FRANCISCO, RICARDO
- LUCAS JEREZ, MARIO
- MERCHAN GARCIA, ENRIQUE
- ORTIZ GARCIA, VICTOR
- PALANCAR CUENCA, DAVID
- PEREZ GOMEZ, ADRIAN
- RASO HERNANDEZ, VICTOR
- RODRIGUEZ CASTILLO, CARLOS
- SILVA IPIÑA, VICTOR
- TAJUELO ALCOLEA, VICTOR

## Palmarés

### Campeonatos regionales
- Regional Preferente Castellano-Manchega (1): 1986-87 (Grupo 1) (como C. D. Fuensalida).[2]
- Segunda Regional Castellano-Manchega (1): 2001-02 (Grupo 7) (como C. D. E. Fuensalida).[3]
- Primera Regional Preferente Castellana (1): 1983-84 (Grupo 1) (como C. D. Fuensalida).[4]
- Primera Regional Ordinaria Castellana (1): 1982-83 (Grupo 1) (como C. D. Fuensalida).[5]
- Subcampeón de Primera Regional Castellano-Manchega (2): 2010-11 (Grupo 3)[6] y 2015-16 (Grupo 3) (ambos como C. D. E. Fuensalida).[7]
- Subcampeón de la Segunda Regional Ordinaria Castellana (1): 1979-80 (Grupo 3) (como C. D. Fuensalida).[8]
- Subcampeón de la Tercera Regional Preferente Castellana (1): 1978-79 (Grupo 6) (como C. D. Fuensalida).[9]
- Subcampeón del Campeonato de Castilla de Aficionados (1): 1980-81 (como C. D. Fuensalida).[10]